# Аетије
Аетије Антиохијски (Αέτιος ο Αντιοχεύς) је хришћански теолог пореклом из Сирије, који је живео у 4. веку, назван Аетије Безбожни, од стране његових непријатеља. Сматра се једним од оснивача Аријанског хришћанства.
Аетије је одраставо у сиромаштву или у ропству. Као младић је изгубио оца и научио ковачки и златарски занат у Антиохији, да би издржавао мајку удовицу и студирао филозофију код извесног учитеља Павлинија. Када му је мајка умрла, Аетије је проширио студије и на хришћанске списе, хришћанску теологију и медицину код извесног Сополида, јерменског лекара.
Аетије је приступио покрету Аријанаца, чије је проповедање покушао да формулише Аристотеловом дијалектиком. По Епифанију и Грегорију из Нисе је користио геометријске и друге природне методе да би доказао своја теолошка излагања. Карактеристично је да у тим излагањима аријевских проповедања ни сами Аријанци нису успевали да схвате о чему прича. Аеције је говорио: „Ја знам Бога тако јасно и потпуно, да ни себе не могу знати у тој мери у којој знам Бога”.
У Антиохији 370. је рукоположен за ђакона од епископа Леонтија, који је мислио да га искористи као учитеља. Убрзо ипак, због јеретичких предавања изгубио је своје радно место и нашао уточиште код аријанског епископа Кападокије Георгија. Тамо је упознао Евномија из Кападокије кога је узео као ученика и секретара. По Филисторгију обојица су били оптужени и осуђени на ломљење удова, али епископ Леонтије је посредовао код локалног владара Гала у Антиохији, и спасио их. Заинтересовани Гал тражио је да упозна Аетија који га је зачарао и постао му учитељ. 358. се налази у Антиохији код пријатеља епископа Евдоксиоса, али Аријанци су га прогнали, да би се он убрзо 359. вратио у Селеукију. 360. Сабор у Константинопољу деградирао га је и прогнао га је прво у Киликију, а потом у Писидију.
Цар Јулијан Отпадник позвао је Аетија у Константинопољ, поклонио му имовину у Митилини и издејствовао да се прогласи епископом једне од епископија аријанске Цркве. Сабор у Ликији је одлучио да је његова Хиротонија незаконита пошто је он деградиран ђакон. Аетије је после неслагања са бившим пријатељима епископима Евзоијиосом и Евдоксиосом отпутовао на своје имање у Милини, где је изгледа правио нереде јер су га осудили на смрт. Пред извршиоцем казне га је спасио непознати моћни пријатељ. Касније се налазио у Константинопољу, где је и преминуо негде између 366. и 370., и свечано сахрањен од Евдоксија. По Сократу Схоластику, Аетије је имао је веома слободне принципе и морал, живео је као паразит на рачун разних пријатеља, није га интересовао друштвени поредак, а нарочито је био склон полним односима и исмејавао оне који су проповедали целибат.